# Rahmi Koç
Mustafa Rahmi Koç (Ankara, 9 ottobre 1930) è un imprenditore, dirigente d'azienda e filantropo turco, figlio di Vehbi Koç e attuale presidente onorario di Koç Holding.

## Biografia
Unico figlio di Vehbi Koç, l'uomo più ricco di Turchia, ha frequentato le scuole primari ad Ankara, le superiori al Robert College di Istanbul per poi ottenere il Bachelor of Arts in Business Administration.
Dopo aver svolto il servizio militare ha cominciato nel 1958 a lavorare per il Gruppo Koc presso la Otokoç di Ankara, ed in seguito nel 1960 si trasferisce presso la Koç Ticaret che rappresenta il Gruppo Koç ad Ankara. A seguito del trasferimento della sede centrale del gruppo da Ankara ad Istanbul nel 1964 si trasferisce per diventare coordinatore generale della Koç Holding.
Nel 1970 diviene Presidente del comitato esecutivo e nel 1975 Vicepresidente del Consiglio di Amministrazione per poi nel 1980 venire nominato Presidente del Comitato di Gestione. il 30 marzo 1984 il padre gli cede la carica di Presidente dalla quale si ritira il 4 aprile 2003 trasferendola a suo figlio Mustafa Vehbi Koç rimanendo tuttavia nel Consiglio di Amministrazione come Presidente onorario facendo arrivare il gruppo a valere l'8% del PIL del paese.
Dopo una visita al Henry Ford Museum fonda Museo Rahmi M. Koç dedicato alla storia dell'azienda.
Secondo Forbes nel 2025 è al 1612º posto tra le persone più ricche al mondo.